# 《高斯福庄园》获奖名单
《高斯福庄园》是勞勃·阿特曼执导、朱利安·费罗斯编剧的2001年推理喜剧剧情片，11月7日在倫敦影展首映，12月26日开始在美国限量发行，2002年初再经美国影业全面上映。电影2002年2月1日在英国上映，以不到两千万预算取得近8800万美元全球票房。
影片获众多荣誉肯定，编剧、导演、以海倫·美蘭、瑪姬·史密芙为代表的演员表演尤得赞誉。《高斯福庄园》获第74届奥斯卡最佳原著剧本奖，另有最佳影片、导演等六项入围。电影在第55届英国电影学院奖入围九项，最后拿下最佳英国片等两项大奖。片中三名女演员入围欧洲电影奖最佳欧洲女演员。影片在第59届金球奖提名五项，奥特曼获最佳导演奖。國家影評人協會与紐約影評人協會均向本片颁发最佳导演、编剧、女配角奖。
海伦·米伦获美国演员工会奖最佳女配角，并与其他演员共获美国演员工会、評論家選擇協會、佛罗里达影评人协会、在线影评人协会四项最佳群体演出奖。美国编剧工会授予费罗斯最佳原创剧本奖，他另有三项胜出和三项入围，还提名英国电影学院奖最佳新人。帕特里克·道尔因本乐作曲入围美国电影学会年度作曲，还在世界电影原声学会年度配乐作曲奖胜出。《高斯福庄园》的服装、人物发型、化妆均有奖项入围。美国电影学会2008年提名影片角逐影史十大悬念片。

## 荣誉
| 机构               | 颁奖日期       | 奖项                           | 提名                                         | 结果 |
| ------------------ | -------------- | ------------------------------ | -------------------------------------------- | ---- |
| 奥斯卡金像奖       | 2002年3月24日  | 最佳影片                       | 勞勃·阿特曼、鮑勃·巴拉班、大卫·莱维          | 提名 |
| 奥斯卡金像奖       | 2002年3月24日  | 最佳导演                       | 罗伯特·奥特曼                                | 提名 |
| 奥斯卡金像奖       | 2002年3月24日  | 最佳女配角                     | 海倫·美蘭                                    | 提名 |
| 奥斯卡金像奖       | 2002年3月24日  | 最佳女配角                     | 瑪姬·史密芙                                  | 提名 |
| 奥斯卡金像奖       | 2002年3月24日  | 最佳原著剧本                   | 朱利安·费罗斯                                | 獲獎 |
| 奥斯卡金像奖       | 2002年3月24日  | 最佳艺术指导                   | 美术总监：斯蒂夫·阿尔特曼；布景：安娜·平诺克 | 提名 |
| 奥斯卡金像奖       | 2002年3月24日  | 最佳服装设计                   | 珍妮·碧万                                    | 提名 |
| 美国电影剪辑工会   | 2002年2月24日  | 最佳歌舞或喜剧片剪辑           | 蒂姆·斯奎尔斯                                | 提名 |
| 美国电影学会       | 2002年1月5日   | 年度导演                       | 罗伯特·奥特曼                                | 獲獎 |
| 美国电影学会       | 2002年1月5日   | 年度剪辑                       | 蒂姆·斯奎尔斯                                | 提名 |
| 美国电影学会       | 2002年1月5日   | 年度艺术指导                   | 斯蒂夫·阿尔特曼                              | 提名 |
| 美国电影学会       | 2002年1月5日   | 年度作曲                       | 帕特里克·道尔                                | 提名 |
| 澳大利亚电影协会   | 2002年12月7日  | 最佳外国片                     | 《高斯福庄园》                               | 提名 |
| 英国电影学院奖     | 2002年2月24日  | 最佳英国片                     | 《高斯福庄园》                               | 獲獎 |
| 英国电影学院奖     | 2002年2月24日  | 最佳导演                       | 罗伯特·奥特曼                                | 提名 |
| 英国电影学院奖     | 2002年2月24日  | 最佳原创剧本                   | 朱利安·费罗斯                                | 提名 |
| 英国电影学院奖     | 2002年2月24日  | 最佳女配角                     | 海伦·米伦                                    | 提名 |
| 英国电影学院奖     | 2002年2月24日  | 最佳女配角                     | 玛吉·史密斯                                  | 提名 |
| 英国电影学院奖     | 2002年2月24日  | 最佳新人                       | 朱利安·费罗斯                                | 提名 |
| 英国电影学院奖     | 2002年2月24日  | 最佳艺术指导                   | 斯蒂夫·阿尔特曼                              | 提名 |
| 英国电影学院奖     | 2002年2月24日  | 最佳服装设计                   | 珍妮·碧万                                    | 獲獎 |
| 英国电影学院奖     | 2002年2月24日  | 最佳化妆与发型                 | 简·阿齐巴德、萨利·杰伊                       | 提名 |
| 美国电影摄影工会   | 2001           | 最佳摄影                       | 安德鲁·邓恩                                  | 提名 |
| 評論家選擇協會     | 2002年1月11日  | 最佳群体演出                   | 《高斯福庄园》                               | 獲獎 |
| 凯撒电影奖         | 2003年2月22日  | 欧盟最佳影片                   | 《高斯福庄园》                               | 提名 |
| 芝加哥影评人协会   | 2002年2月25日  | 最佳导演                       | 罗伯特·奥特曼                                | 提名 |
| 芝加哥影评人协会   | 2002年2月25日  | 最佳编剧                       | 朱利安·费罗斯                                | 提名 |
| 芝加哥影评人协会   | 2002年2月25日  | 最佳女配角                     | 海伦·米伦                                    | 提名 |
| 芝加哥影评人协会   | 2002年2月25日  | 最佳女配角                     | 玛吉·史密斯                                  | 提名 |
| 帝國獎             | 2003年2月5日   | 最佳英国女演员                 | 海伦·米伦                                    | 提名 |
| 帝國獎             | 2003年2月5日   | 最佳英国女演员                 | 凱莉·麥當勞                                  | 提名 |
| 歐洲電影獎         | 2002年12月7日  | 观众奖最佳欧洲女演员           | 海伦·米伦                                    | 提名 |
| 歐洲電影獎         | 2002年12月7日  | 观众奖最佳欧洲女演员           | 玛吉·史密斯                                  | 提名 |
| 歐洲電影獎         | 2002年12月7日  | 观众奖最佳欧洲女演员           | 艾蜜莉·華森                                  | 提名 |
| 《标准晚报》       | 2002年2月2日   | 《标准时报》英国电影奖最佳影片 | 《高斯福庄园》                               | 獲獎 |
| 佛罗里达影评人协会 | 2002年2月2日   | 最佳群体演出                   | 《高斯福庄园》                               | 獲獎 |
| 金球獎             | 2002年1月20日  | 最佳影片（音乐剧/喜剧类）      | 《高斯福庄园》                               | 提名 |
| 金球獎             | 2002年1月20日  | 最佳导演                       | 罗伯特·奥特曼                                | 獲獎 |
| 金球獎             | 2002年1月20日  | 最佳编剧                       | 朱利安·费罗斯                                | 提名 |
| 金球獎             | 2002年1月20日  | 最佳电影女配角                 | 海伦·米伦                                    | 提名 |
| 金球獎             | 2002年1月20日  | 最佳电影女配角                 | 玛吉·史密斯                                  | 提名 |
| 堪萨斯城影评人协会 | 2002年1月28日  | 最佳女配角                     | 玛吉·史密斯                                  | 獲獎 |
| 伦敦影评人协会     | 2003年2月12日  | 年度英国片                     | 《高斯福庄园》                               | 獲獎 |
| 伦敦影评人协会     | 2003年2月12日  | 年度女配角                     | 海伦·米伦                                    | 獲獎 |
| 國家影評人協會     | 2002年1月5日   | 最佳导演                       | 罗伯特·奥特曼                                | 獲獎 |
| 國家影評人協會     | 2002年1月5日   | 最佳编剧                       | 朱利安·费罗斯                                | 獲獎 |
| 國家影評人協會     | 2002年1月5日   | 最佳女配角                     | 海伦·米伦                                    | 獲獎 |
| 紐約影評人協會     | 2001年12月13日 | 最佳导演                       | 罗伯特·奥特曼                                | 獲獎 |
| 紐約影評人協會     | 2001年12月13日 | 最佳编剧                       | 朱利安·费罗斯                                | 獲獎 |
| 紐約影評人協會     | 2001年12月13日 | 最佳女配角                     | 海伦·米伦                                    | 獲獎 |
| 在线影评人协会     | 2002年1月2日   | 最佳原创剧本                   | 朱利安·费罗斯                                | 提名 |
| 在线影评人协会     | 2002年1月2日   | 最佳女配角                     | 海伦·米伦                                    | 提名 |
| 在线影评人协会     | 2002年1月2日   | 最佳女配角                     | 玛吉·史密斯                                  | 提名 |
| 在线影评人协会     | 2002年1月2日   | 最佳群体演出                   | 《高斯福庄园》                               | 獲獎 |
| 卫星奖             | 2002年1月19日  | 最佳歌舞或喜剧片               | 《高斯福庄园》                               | 提名 |
| 卫星奖             | 2002年1月19日  | 最佳歌舞或喜剧片女配角         | 海伦·米伦                                    | 提名 |
| 卫星奖             | 2002年1月19日  | 最佳歌舞或喜剧片女配角         | 玛吉·史密斯                                  | 獲獎 |
| 卫星奖             | 2002年1月19日  | 最佳歌舞或喜剧片女配角         | 艾米丽·沃森                                  | 提名 |
| 卫星奖             | 2002年1月19日  | 最佳艺术指导                   | 斯蒂夫·阿尔特曼、安娜·平诺克                 | 提名 |
| 美國演員工會獎     | 2002年3月10日  | 最佳女配角                     | 海伦·米伦                                    | 獲獎 |
| 美國演員工會獎     | 2002年3月10日  | 最佳电影群体演出               | 《高斯福庄园》                               | 獲獎 |
| 世界电影原声学会   | 2002年10月19日 | 年度作曲                       | 帕特里克·道尔                                | 獲獎 |
| 美国编剧工会       | 2002年3月2日   | 最佳原创剧本                   | 朱利安·费罗斯                                | 獲獎 |